# Illadopsis cleaveri
La tordina capirotada (Illadopsis cleaveri) es una especie de ave paseriforme de la familia Pellorneidae propia de África occidental y central. 

## Distribución y hábitat
Se encuentra en los bosques húmedos tropicales de Camerún, Costa de Marfil, Gabón, Ghana, Guinea, Guinea Ecuatorial, Liberia, Nigeria, República Centroafricana, República del Congo y Sierra Leona.